# Монк, Чарльз, 1-й виконт Монк
Чарльз Стэнли Монк, 1-й виконт Монк (англ. Charles Monck, 1st Viscount Monck; ок. 1754 — 9 июня 1802) — англо-ирландский пэр.

## Биография
Родился в 1754 году. Старший сын Томаса Монка (? — 1772), члена парламента, и его жены Джудит Мейсон (? — 1814), дочери Роберта Мейсона из Мейсон-Брук. Он получил образование в Итонском колледже и в Тринити-колледже Дублинского университета.
Чарльз Монк заседал в Ирландской палате общин от Гори в 1790—1798 годах. 23 ноября 1797 года для него был создан титул 1-го барона Монка из Баллитраммона в графстве Уэксфорд (Пэрство Ирландии). 5 января 1801 года в качестве награды за голосование за Акт об унии (1800) Чарльз Монк получил титул 1-го виконта Монка из Баллитраммона в графстве Уэксфорд (Пэрство Ирландии).
Скончался 9 июня 1802 года.

## Загородная резиденция
Его загородной резиденцией был Шарлевиль-хаус, который возвышается над заливным лугом реки Даргл, наслаждаясь видом на реку Киллоу. Поместье расположено в 3 км от деревни Эннискерри и в 4 км от водопада Пауэрскорт. Семья Монк стала владельцами поместья в 1705 году. Это был год, когда Чарльз Монк (дедушка 1-го виконта) женился на Анджеле Хичкок. Пожар в 1792 году уничтожил оригинальное здание. Виконт заказал нынешнее строение и спроектировал его Уитмор Дэвис. Здание было завершено только в 1830 году, неоправданно долгое время, вызванное восстанием 1798 года.

## Личная жизнь
В 1784 году Чарльз Монк женился на Энн Куин (? — 20 декабря 1823), дочери Генри Куина и Энн Монк, старшей дочери Чарльза Монка, из Грейнджгормана. У супругов было четверо детей:
- Достопочтенная Энн Вильгельмина Монк, в 1812 году она вышла замуж за Дэниела Джеймса Уэбба
- Достопочтенная Изабелла Монк (? — 1830), в 1815 году она вышла замуж за Томаса Маунселла Уилсона.
- Генри Стэнли Монк, 1-й граф Ретдаун (26 июля 1785 — 20 сентября 1848), старший сын и преемник отца.
- Чарльз Джозеф Келли Монк, 3-й виконт Монк (12 июля 1791 — 20 апреля 1849)[1].

После смерти мужа Энн позже вышла замуж (до 1811 года) за сэра Джона Крейвена Кардена, 1-го баронета (1758—1820), став четвертой женой баронета.